# 大橋町 (台北市)
大橋町（おおはしちょう）は日本統治時代の台湾における台北市の行政区画。太平町の西に位置し、淡水河に面していた。一丁目から四丁目までで構成された。
この町名は台北大橋が由来となっている。現在の大同区の民権西路、民族西路、環河北路内の地区が大橋町に含まれる。隣の大龍峒町に設置された大橋小学校（現在の台北市立大橋国民小学）は、この大橋町にちなんで名づけられた。

## 町内の施設
- 台北橋